# Q-ball
In fisica teorica, una Q-ball o Q-sfera è un tipo di solitone non-topologico.
Un solitone è un campo di configurazione localizzato che non si può dissipare né diffondere.
Nel caso del solitone non-topologico, la stabilità è garantita dalla conservazione della carica: il solitone ha la più bassa energia per unità di carica di qualsiasi altra configurazione (in fisica, la carica è spesso rappresentata dalla lettera  "Q" e il solitone è simmetrico sfericamente, da qui il nome).